# Совка розкішна
Со́вка розкі́шна (Staurophora celsia) — вид комах з родини Noctuidae.

## Морфологічні ознаки
Розмах крил 36-49 мм. Основний фон передніх крил жовто-бурий з двома великими зеленими плямами, зовнішній край передніх крил дуже зубчастий. Задні крила бурі з ледь помітним зубчастим зовнішнім краєм.

## Поширення
Європа та палеарктична Азія крім півночі, досягає Монголії та Тибету. 
В Україні зустрічається локально на Поліссі, у Лісостепу, Степу та Криму (Київська, Житомирська, Чернігівська, Сумська, Черкаська, Луганська, Харківська області, Крим).

## Особливості біології
Дає одну генерацію на рік. Літ імаго — у серпні–вересні. Зимують яйця. Гусінь живиться з червня до серпня на корінні та дерні злаків: щучників, куничників, біловуса, мітлиці, пахучої трави тощо. Заляльковується у ґрунті в кінці липня — серпні.

## Загрози та охорона
|                                                |  |  |
| Пам'ятна монета НБУ присвячена Совці розкішній |  |  |

Загрози: осушування боліт та інші меліоративні роботи, деградація біотопів.
Можливо, вид охороняється у складі ентомокомплексів Поліського, Канівського та Луганського ПЗ. Треба взяти під охорону місця його перебування — природні вологі ліси, зберегти природну рослинність.